# Ancistrachne
Ancistrachne, rod trava svrstan u podtribus Neurachninae, dio tribusa Paniceae, potporodica Panicoideae. Postoje tri vrste.
Vrsta Ancistrachne maidenii iz Australije 2022. godine svrstana je u monotipski vlastiti rod Simonachne.

## Vrste
1. Ancistrachne ancylotricha (Quisumb. & Merr.) S.T.Blake; Filipini (Mindanao)
2. Ancistrachne numaeensis (Balansa) S.T.Blake, Nova Kaledonija
3. Ancistrachne uncinulata (R.Br.) S.T.Blake, Queensland, Novi Južni Wales, Fidži.